# Welttreuhandfonds für Kulturpflanzenvielfalt
Der Welttreuhandfonds für Kulturpflanzenvielfalt (englisch: Global Crop Diversity Trust – Crop Trust) ist eine unabhängige internationale Organisation mit Sitz in Bonn. Das Ziel des Crop Trust ist es, die Biodiversität (Agrobiodiversität) sowie die Vielfalt an Sorten des Saatgutes von Nutzpflanzen zu bewahren und verfügbar zu halten, um die Ernährung der Weltbevölkerung sicherzustellen.

## Geschichte und Struktur
Gegründet wurde der Crop Trust im Jahr 2004 von der UN-Ernährungs- und Landwirtschaftsorganisation und der Consultative Group on International Agricultural Research (CGIAR) als unabhängiger Fonds nach internationalem Recht. Im Jahr 2006 schloss der Crop Trust ein Übereinkommen mit dem International Treaty on Plant Genetic Resources for Food and Agriculture (kurz: International Seed Treaty, Internationaler Saatgutvertrag), in dem das International Seed Treaty den Crop Trust als wesentliches Element seiner Strategie und als eigenständige wissenschaftliche Organisation anerkennt. Das Stiftungsvermögen des Crop Trust betrug am 31. Dezember 2020 365,5 Mio. USD, das vor allem durch staatliche Geber, aber auch von Organisationen und Unternehmen bereitgestellt wurde.
Der Sitz der Organisation war zunächst Rom, er wurde im Jahr 2013 nach Bonn verlegt. Der Crop Trust wird seit 2020 von Stefan Schmitz als Exekutivdirektor geleitet.

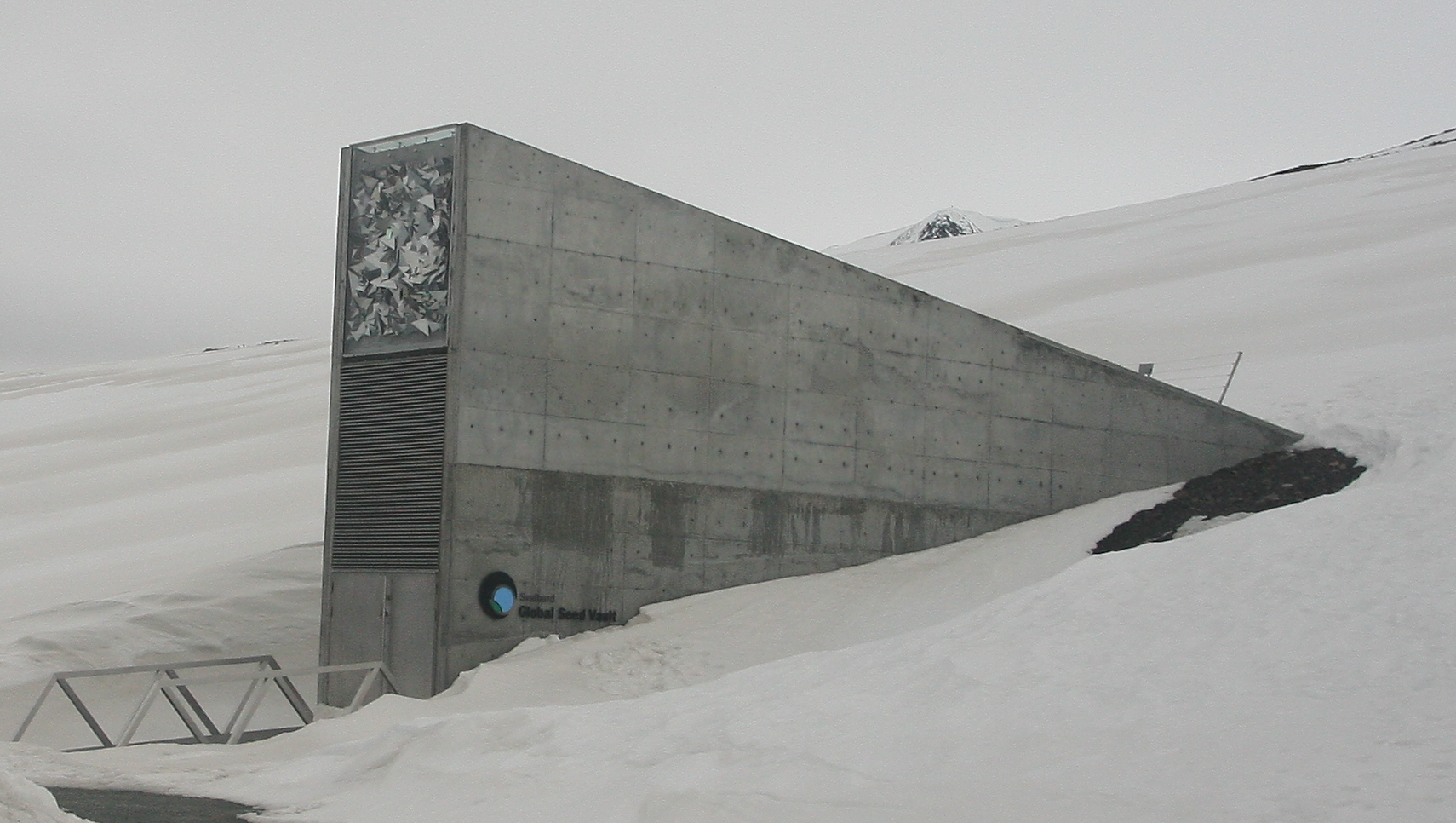
Svalbard Global Seed Vault auf Spitzbergen

## Aktivitäten
Der Crop Trust arbeitet daran, regionale Erhaltungsstrategien (Global Crop Conservation Strategies) für ausgewählte Nutzpflanzen zu erarbeiten. Mit der norwegischen Regierung und dem Nordic Genetic Resource Center (NordGen) betreibt der Crop Trust den Svalbard Global Seed Vault, einer Genbank, die als Sicherheitsreserve für existierende Saatgut-Genbanken auf der Insel Svalbard (Spitzbergen) errichtet wurde. Die Grundsteinlegung erfolgte am 19. Juni 2006, die Eröffnung der Saatgutbank am 26. Februar 2008.